# Rio Bichoró
O rio Bichoró é um rio brasileiro do estado de São Paulo. Nasce na Serra do Mar no município de Mongaguá, onde deságua no rio Aguapeú.